# English-only movement
English-only movement (kun-engelsk-bevægelsen) er en politisk bevægelse, der går ind for engelsk som eneste officielle sprog i USA. De facto er engelsk det eneste alment brugte sprog i USA, og tilhængerne af bevægelsen ønsker at gøre dette officielt. Selv om English-only movement er flere hundrede år gammel, har den moderne version oplevet en genopblussen siden 1980.
Den moderne English-only movement er blevet mødt med afvisning fra Linguistic Society of America, som i 1986 vedtog en beslutning, der gik imod "English-only-foranstaltninger' med den begrundelse, at de er baseret på misforståelser omkring den rolle, som et fælles sprog spiller i skabelsen af politisk enhed, og at de er uforenelige med grundlæggende amerikanske traditioner for sproglig tolerance."
Organisationen U.S. English siger "at indførelse af engelsk som officielt sprog vil hjælpe med at øge indvandrernes muligheder for at lære og tale engelsk, som er det vigtigste redskab, som indvandrere skal have for en vellykket tilværelse."